# Église Saint-Aubin de Rozet-Saint-Albin
L'église Saint-Aubin est une église située à Rozet-Saint-Albin, en France.

## Localisation
L'église est située sur la commune de Rozet-Saint-Albin, dans le département de l'Aisne.

## Historique
Le clocher du XIIIe siècle est inscrit au titre des monuments historiques en 1932.